# 弗兰克尔巴赫
弗兰克尔巴赫是德国莱茵兰-普法尔茨州的一个市镇。总面积5.29平方公里，总人口319人，其中男性164人，女性155人（2011年12月31日），人口密度60人/平方公里。